# Messiah (serie televisiva 2020)
Messiah è una serie televisiva statunitense del 2020 creata e prodotta da Michael Petroni.
La prima stagione, composta da 10 episodi, è stata distribuita da Netflix il 1º gennaio 2020, in tutti i paesi in cui è disponibile. Il 26 marzo 2020 Netflix cancella la serie dopo una sola stagione prodotta.

## Trama
Dopo che i media di tutto il mondo hanno iniziato a parlare delle gesta del carismatico Al-Massih, l'agente della CIA Eva Geller viene incaricata di indagare su di lui. L'uomo, apparso misteriosamente per la prima volta in Medio Oriente, sembra compiere miracoli e nel giro di poco tempo ha raccolto a sé un elevato numero di seguaci. Spetta proprio all'agente Geller scoprire se si tratta di un moderno messia o del più grande truffatore della storia.

## Episodi
| Stagione       | Episodi | Pubblicazione USA | Pubblicazione Italia |
| -------------- | ------- | ----------------- | -------------------- |
| Prima stagione | 10      | 2020              | 2020                 |

## Personaggi e interpreti

### Principali
- Eva Geller, interpretata da Michelle Monaghan, doppiata da Francesca Fiorentini: agente della CIA che indaga su Al-Massih
- Payan Golshiri "Al-Massih", interpretato da Mehdi Dehbi, doppiato da Lorenzo De Angelis: un misterioso e carismatico uomo che è riuscito a radunare attorno a sé una folta schiera di seguaci
- Felix Iguero, interpretato da John Ortiz, doppiato da Pasquale Anselmo: un predicatore di una piccola cittadina del Texas
- Aviram Dahan, interpretato da Tomer Sisley, doppiato da Gianfranco Miranda: ufficiale dell'intelligence israeliana dai metodi poco ortodossi
- Anna Iguero, interpretata da Melinda Page Hamilton, doppiata da Tiziana Avarista: moglie di Felix
- Rebecca Iguero, interpretata da Stefania LaVie Owen: figlia adolescente di Felix e Anna
- Jibril Hassan, interpretato da Sayyid El Alami: rifugiato palestinese seguace di Al-Massih
- Miriam Keneally, interpretata da Jane Adams, doppiata da Daniela D'Angelo: reporter televisiva
- Will Mathers, interpretato da Wil Traval: agente dell'FBI
- Samir, interpretato da Fares Landoulsi: amico di Jibril

### Ricorrenti
- Kelman Katz, interpretato da Philip Baker Hall: padre di Eva Geller
- Edmund DeGuilles, interpretato da Beau Bridges: televangelista padre di Anna
- Mika, interpretata da Rona-Li Shimon: moglie di Aviram Dahan
- Staci Hardwick, interpretata da Emily Kinney
- Qamar "Q" Maloof, interpretato da Assaad Bouab doppiato da Carlo Scipioni
- Katherine Bailey, interpretata da Barbara Eve Harris
- Jonah Hardwick, interpretato da Jackson Hurst
- Danny Kirmani, interpretato da Iqbal Theba
- John Young, interpretato da Dermot Mulroney, doppiato da Roberto Chevalier: Presidente degli Stati Uniti d'America
- Adar Golshiri, interpretato da Naby Dakhli: fratello di Payan Golshiri